# Річард Слейні
Річард Слейні (англ. Richard Slaney, нар. 16 травня 1956, Редхілл, графство Суррей, Англія) — колишній британський стронгмен, учасник змагання Найсильніша Людина Європи. Окрім цього Річард Слейні займався метання диску і виступав на Олімпійських іграх 1984. Також двічі вигравав титул Найсильнішої Людини Британії.

## Життєпис
Народився 16 травня 1956 року в містечку Редхілл, графство Суррей, Англія. І хоча в спорті він надавав перевагу метанню дисків він також займався силовими вправами, двічі вигравав титул Найсильнішої Людини Британії (1980 та 1982) та був другим після Джеффа Кейпса у змаганні за звання Найсильнішої Людини Європи 1980. В той час він був творцем рекорду Університету Сан Дієго з метання. 
Після закінчення виступів почав займатися власною справою — відновленням старовинних літаків. Нині мешкає в Юджині, штат Орегон.